# Kike Barja
Enrique Barja Afonso (Noáin, Valle de Elorz, Navarra, 1 de abril de 1997), más conocido como Kike Barja, es un futbolista español que juega como centrocampista y su actual equipo es el Club Atlético Osasuna de la Primera División de España.

## Biografía
El extremo de Noáin lleva en Osasuna desde los 8 años y tras destacar durante varias temporada en el filial, en la temporada 2016-17 marcaría 8 goles y pasaría a ser profesional en el primer equipo, renovando un contrato hasta 2021, con dos años más opcionales y una cláusula de rescisión de 4 millones de euros al subir al primer equipo.
El 20 de mayo de 2017, debutó en LaLiga Santander, en la última jornada de la competición ante el Sevilla FC.

## Clubes
| Club           | País   | Categoría  | Año       | Partidos | Goles |
| -------------- | ------ | ---------- | --------- | -------- | ----- |
| C.A. Osasuna B | España | 3.ª y 2.ªB | 2013-2017 | 145      | 36    |
| C.A. Osasuna   | España | 1.ª y 2.ª  | 2017-     | 201      | 13    |

Debut en 1.ª División: 20 de mayo de 2017 Sevilla F. C. 5-0 C. A. Osasuna
| Temporadas en 1.ª | Partidos en 1.ª | Goles en 1.ª | Partidos en Copa | Goles en Copa | Internacional |
| ----------------- | --------------- | ------------ | ---------------- | ------------- | ------------- |
| 8                 | 121             | 5            | 25               | 4             | Ninguna       |

## Internacionalidad
El jugador es internacional con la selección española sub-16, 17 y 19.